# Systema Vegetabilium
Systema Vegetabilium (abreviado Syst. Veg.) es un libro con descripciones botánicas escrito conjuntamente por Josef August Schultes padre del botánico Julius H. Schultes (1804-1840), que participa, con Johann J. Roemer (1763-1819) y sus hijos en la realización de la séptima edición del Systema Vegetabilium. Fue editado en 7 volúmenes en los años 1817-1830, con el siguiente nombre Caroli a Linné ... Systema vegetabilium: secundum classes, ordines, genera, species. Cum characteribus differentiis et synonymis. Editio nova, speciebus inde ab editione XV. Detectis aucta et locupletata. Stuttgardtiae

## Volúmenes
- N.º 1: enero-junio de 1817;
- N.º 2: noviembre de 1817;¹
- N.º 3: julio de 1818;
- N.º 4: enero-junio de 1819;
- N.º 5: finales de 1819 o principios de 1820; por J. A. Schultes
- N.º 6: agosto-diciembre de 1820; por J. A. Schultes
- N.º 7(1): 1829; por J. A. & J. H. Schultes;
- N.º 7(2): finales de 1830